# MoneyLook
MoneyLook (マネールック) とはSBIホールディングス社が提供する金融機関サイトへの自動ログイン、自動記帳（アカウントアグリゲーション）サービスの総称。

## 概要
MoneyLookは各金融機関サイトにボタン一つでログインし、通帳の記帳を自動で行い一覧できるいわゆる（アカウントアグリゲーション）サービスの一つである。
通常のアカウントアグリゲーションサービスが金融機関のアカウントID、パスワードをサービス提供者側のサーバで預かるのに対し、クライアントPC側に保存させることに特徴を持つ。（クライアント型アカウントアグリゲーション）そのためクライアントPCにソフトウェアをインストールする必要がある。
このソフトウェアがブラウザを操作することで、クライアントとしてのログインが行われる。この点が一般的なアカウントアグリゲーションサービスと異なる。そのためCookie方式、電子証明書方式を使った様々なセキュリティ方式に対応可能である。実際、電子証明書を必要とするケースが多い法人口座用のサービスも用意されている。（MoneyLook for 弥生）
セキュリティ対策として金融機関のID、パスワードは利用者自身が固有に設定する文字列（セキュリティキー）によりAES (Rijndael)アルゴリズムで暗号化している。そのため仮にPC盗難、ウイルスなどで情報が漏洩・流出してもセキュリティキーがわからなければ復号することはできない。
最近では、アカウントIDパスワードはクライアントPCで暗号化保管しながら、画面はウェブブラウザで稼働するハイブリッド型のMoneyLookも提供されている。
MoneyLookはSBIホールディングス社＋パートナー会社で運用されるタイプと、OEM提供されているタイプの2種類が存在している。
SBIホールディングス＋パートナー運用
ヤフージャパン「MoneyLook with Yahoo!」  （クライアント型）
ちょびリッチ「MoneyLook for ちょびリッチ」 （ハイブリッド型）
OEM提供
SBI証券「MoneyLook for SBI証券」
弥生会計「MoneyLook for 弥生」
MoneyLookのスクリーンスクレイピング技術を応用し、PC向けのサービスを容易にモバイル対応とすることも可能である。ディーシーカード社の「DC Webサービスアプリ」はこの技術を使い、モバイル化を行っている。

## MoneyLookのタイプ
MoneyLookでは実装方法により以下の2つのタイプがある。

### MoneyLookクライアント型
専用アプリケーションをインストールする方式。アカウントID/パスワード管理機能、金融資産管理機能、金融情報取得機能（スクレイピングエンジン）をすべてクライアントPCに搭載する方式。情報が外部に保存されないため利用者の心理的抵抗が少ない。反面セキュリティ管理は利用者の責任となるが、暗号化されているため仮に漏洩しても復号は困難である。
また重要情報は利用者のPCに分散されているため、サーバサービスのような一元的アタックの危険性は低いと言える。クライアント型はある意味、自動巡回ソフトと言い換えることが出来る。

### MoneyLookハイブリッド型
クライアント型ではアプリケーションを立ち上げる必要がありサービス会社との連係が困難であった。また、データがアプリケーションにたまるため、複数の場所から利用という点では不便な点もある。ただし、サーバ型ではアカウントID/パスワードを第三者に委ねるリスクがある。
この課題を解決したのがハイブリッド型である。
ツールバーをインストールすることによりクライアントPC、外部とのセキュアな通信を可能としている。
アカウントID/パスワードはクライアントPCに暗号化され保管されるのはクライアント型と同様である。
金融資産管理機能、金融情報取得機能（スクレイピングエンジン）はサーバに置かれている。画面生成にAjaxを用いることでユーザインターフェイスの向上を実現している。

## MoneyLook提供事例

### MoneyLook with Yahoo!
ヤフージャパンのアカウントIDで利用できるアカウントアグリゲーションサービス。クライアント型サービス通常MoneyLookというと、このサービスを指すことが多い。ヤフージャパンのIDを保有していれば、利用可能。口座集約機能だけではなく、ヤフーオークションの情報やヤフーメールが取得できるなどヤフーならではの機能も組み込まれている。

### MoneyLook for ちょびリッチ
ポイントサイトであるちょびリッチのアカウントIDで利用できるアカウントアグリゲーションサービス。ハイブリッド型サービス。
MoneyLook with Yahoo!と比較すると、機能がシンプルである。

### MoneyLook for SBI証券
SBI証券の運営しているアカウントアグリゲーションサービス。クライアント型サービス
MoneyLook with Yahoo!と比較すると、対応金融機関は少ないが、SBI証券との連動性が高いので、SBI証券をメインで利用する利用者にとっては利便性が高い。

### MoneyLook for 弥生
弥生会計にバンドルされているアカウントアグリゲーションサービス。クライアント型サービス
法人口座の場合、電子証明書を各クライアントPCにインストールする必要があるため、アカウントアグリゲーションを行うにはクライアント型である必要がある。弥生会計からMoneyLookを起動すると口座情報が取得されるため、今までのように転記する手間が省ける。弥生会計のメーカー弥生株式会社の発表によると、弥生会計の最新バージョン発売後、一定期間を過ぎると、旧バージョンの弥生会計からはMoneyLookを起動できなくなる。弥生会計09が発売されたので、弥生会計08からの利用は2009年5月31日で終了するとされている。

### DC Webサービスアプリ
三菱UFJニコス社のDC WebサービスをMoneyLookの技術を使いモバイル化したもの。
MoneyLookの技術はそもそもWebブラウザ利用を自動化、代行化するものである。これを応用したサービス。モバイルからの指示をサーバに設置したスクレイピングエンジンを経由してDC Webサービスをコントロールしている。これにより、特別な機器を使わずに簡易にモバイル化することを可能としている。